# Les Nouvelles Aventures de Lucky Luke
Pour les articles homonymes, voir Lucky Luke (homonymie).
Production
Diffusion
Les Nouvelles Aventures de Lucky Luke (The New Adventures of Lucky Luke) est une série télévisée d'animation franco-canadienne créée d'après la bande dessinée éponyme de Morris et René Goscinny. La série compte 52 épisodes de 22 minutes. Elle a été réalisée aux studios Xilam par Olivier Jean-Marie et Jean-Charles Finck et produite par Marc du Pontavice (crédit du générique de début). La musique a été composée par Ramon Pipin et Hervé Lavandier. La série a été diffusée à la télévision puis commercialisée en DVD. Cette série a été diffusée peu après la mort de Morris.

## Synopsis
La série relate les aventures du légendaire cow-boy solitaire, qui tire plus vite que son ombre, nommé Lucky Luke, en compagnie de son cheval Jolly Jumper, se confrontant aux divers malfrats du Far West. Le dernier épisode, Seqoia Bay, ne conclura pas l'histoire de la série.
La série reprend un procédé graphique propre à Morris[réf. nécessaire], où une couleur unique est attribuée à tout un plan, pour traduire l’humeur d’un personnage, ou encore une ambiance (rouge incendie, bleu nuit, etc.) Elle met aussi en scène de nouveaux personnages historiques (le général Custer, les frères Lumière, Lola Montez, Buffalo Bill, John Ford, Ulysses S. Grant, la reine Victoria, etc.) ou littéraires (Sherlock Holmes, Don Quichotte, etc.).

## Production
Près de dix ans après la dernière série de Lucky Luke, Xilam se lance dans la production de nouveaux épisodes en 1999. Le souhait de Marc du Pontavice pour cette série est qu'elle comble l'hiatus entre les séries déjà réalisées, « qui ont vieilli », et les BD, « qui n'ont pas vieilli ». Cinquante-deux épisodes de vingt-deux minutes ont été réalisés à l'aide d'un budget de 120 millions de francs (un peu plus de 18 millions d'euros). Ces épisodes ne reprennent aucune histoire des albums, il s'agit de nouveaux récits écrits pour la série.
Avec Titeuf notamment, Les Nouvelles Aventures de Lucky Luke est l'une des meilleures audiences jeunesse de France 3 en 2003.

## Épisodes
1. Liki Liki
2. Lucky Luke en Alaska
3. Les Dalton contre Sherlock Holmes
4. Lucky Luke contre Lucky Luke
5. Lumière dans l'Ouest
6. Ni Dalton, ni maître
7. Roulette indienne
8. Fort Custer
9. Le Trésor des Dalton
10. L'Homme volant
11. Pour une poignée de Dalton
12. Les Héritiers
13. Les Indiens Dalton
14. Les Derniers Bisons
15. Justice pour les Dalton
16. Le Noël des Dalton
17. Les Dalton se déchaînent
18. Vautours dans la plaine
19. Un papa pour les Dalton
20. Les Promises
21. Desperados Union
22. Fantômes et cornemuses
23. Le Commodore
24. Don Quichotte Del Texas
25. La Bataille
26. La Cavale
27. Lola Montès
28. La Bête de l'Alabama
29. Les Dalton voient double
30. Un canon pour les Dalton
31. Romance indienne
32. Les Dalton fantômes
33. Le Gang des loupiots
34. Les Dalton montent en l'air
35. Custermania
36. Jackpot pour les Dalton
37. La Théorie martienne
38. Les Dalton cow-boys
39. Les Espions
40. Charity Dalton
41. Dalton junior
42. Les Trappeurs
43. La Vengeance des Dalton
44. La Guerre des toubibs
45. Les Dalton contre Billy the Kid
46. Témoin à charge
47. Un os pour les Dalton
48. Le Talisman des Grands Nez
49. Soldats Dalton
50. Le Retour de Liki Liki
51. Le Maître d'école
52. Sequoia Bay

### Diffusions internationales
La série a été diffusée en France à partir du 16 septembre 2001, le dimanche soir sur France 3, puis dans Les Minikeums en avant-première. Elle a ensuite été diffusée sur France 2, Fox Kids / Jetix, Canal J, France 5 (dans l'émission Midi les Zouzous), Télétoon+ et, depuis le 7 juillet 2014, sur 6ter. Cette série bénéficia du rare privilège d'une diffusion en prime time, ce qui lui permit d’atteindre presque 4 millions de téléspectateurs chaque dimanche soir.
En Belgique, la série est diffusée sur La Trois ; en Suisse, sur RTS Deux.
Au Québec, à partir du 22 décembre 2001 à Télé-Québec.
La série a également été diffusée en Allemagne sur Super RTL entre 27 décembre 2002 et novembre 2003 sous le titre de Lucky Luke - Die neuen Abenteuer. En Italie, elle était diffusée sur Italia 1, dans Royaume-Uni sur BBC Two et CBBC et en Turquie, diffusée en Kanal A
Enfin, elle est actuellement disponible sur la plateforme de streaming Netflix, et sur la chaîne YouTube LUCKY LUKE OFFICIEL.

## Distribution
- Antoine de Caunes : Lucky Luke
- Éric Legrand : Jolly Jumper, le narrateur, William et Jack Dalton, Doc Doxey, Eliott Belt, Sherlock Holmes
- Francis Perrin : Rantanplan
- Gérard Surugue : Joe Dalton, Patromino, N'a-Pas-Ses-Deux-Pieds-Dans-Le-Même-Mocassin, Nevada Nerdy, et voix additionnelles
- Bernard Alane : Averell Dalton, le président Grant, Don Quichotte, Buffalo Bill, la reine Victoria, Auguste Lumière et voix additionnelles
- Éric Métayer : le général Custer, Napoléon III, Bob Goodfellow
- Donald Reignoux : Billy the Kid, journalistes (épisodes 45)
- Isabelle Mangini : Calamity Jane
- Marc Saez : Tchin-Tchin, le shérif Sleekhorn
- Gérard Rinaldi : divers méchants
- Edgar Givry : Poker-face Nelson, Joy Deadflower, Horace Twinface et voix additionnelles
- Emmanuel Curtil : Louis Lumière, Caribou Obstiné, Walter Klaused et voix additionnelles
- Pascal Renwick : le Commodore, le baron Von Flaps
- François Siener : Aigle Intègre, John Glutton
- Christian Pelissier : voix additionnelles
- Marc Perez : voix additionnelles
- Serge Blumenthal : voix additionnelles
- Pierre Laurent : le maître d'école et voix additionnelles
- Véronique Augereau : Ma Dalton
- Michel Modo : le professeur Hill Radoth, Otto Bretzel et voix additionnelles
- Henri Labussière : le banquier (épisode 29)

## Produits dérivés
La série a été déclinée en DVD par Citel, le 9 avril 2003.
En décembre 2007, un nouveau long métrage animé adapté par Xilam, Tous à l'Ouest, Dargaud et France 3 et réalisé par Olivier Jean-Marie. Le casting français des voix est composé de Lambert Wilson, Clovis Cornillac, François Morel, Dee Dee Bridgewater, Titoff, Michael Lonsdale et Jean Piat.
De novembre 2010 à mai 2011, cinq coffrets DVD sont sortis, chacun contenant dix ou onze épisodes sur trois DVD. Un coffret complet dans un boîtier avec quinze DVD est sorti en mai 2016 pour célébrer le 70e anniversaire du personnage de bande dessinée, ainsi qu'un autre coffret DVD avec tous les épisodes sur huit DVD en 2018.

### Documentation
- Virginie Greiner, « Rich Lonesome Cow boy », BoDoï, no 44,‎ août-septembre 2001, p. 6
- Olivier Jean-Marie (int. par Virginie Greiner), « Un Lucky un peu plus chaud », BoDoï, no 44,‎ août-septembre 2001, p. 7